# Think Like a Man Too
Think Like a Man Too (bra: Pense como Eles Também; prt: Elas Querem Pensar Como…Eles!) é um filme de comédia romântica estadunidense de 2014, dirigido por Tim Story e a sequência do filme de 2012 Think Like a Man baseado no livro de Steve Harvey Act Like a Lady, Think Like a Man. O roteiro é escrito por David A. Newman e Keith Merryman. O filme foi lançado em 20 de junho de 2014.

## Sinopse
Na sequência altamente antecipada, que foi inspirado pelo livro best-seller de Steve Harvey Act Like a Lady, Think Like a Man, todos os casais estão de volta para um casamento em Las Vegas. Eles estão em Las Vegas para o casamento de Candace e Michael, e as meninas estão fora se metendo em problemas para a festa de despedida, enquanto os caras estão fazendo o mesmo para a despedida de solteiro.
Mas os planos para um fim de semana romântico dão errado quando suas várias desventuras os coloca em algumas situações comprometedoras que ameaçam descarrilar o grande evento. Junto com os problemas nos seus relacionamentos: Maya e Zeke estão indo muito bem, porém passado de Zeke continua a assombrá-lo. Dominic e Lauren são sólidos em seu relacionamento, mas eles são confrontados com desafios de forma independente. Cedric está no processo de obtenção de um outro divórcio; Jeremy e Kristen são casados, o que leva a um novo conjunto de questões por eles; Tish e Bennett estão casados há muito tempo, e essa viagem sacode seu casamento.

## Elenco
- Kevin Hart como Cedric Ward
- Regina Hall como  Candace Salão
- Michael Ealy como  Dominic
- Jerry Ferrara como Jeremy Kern
- Meagan Good como Mya
- Taraji P. Henson como Lauren Harris
- Dennis Haysbert como Tio Eddie
- Gabrielle Union como Kristen Kern
- Terrence J como Michael Hanover
- Jenifer Lewis como Loretta
- Romany Malco como Zeke
- Wendi McLendon-Covey como Tish
- Gary Owen como Bennett
- David Walton como Terrell
- Adam Brody como  Isaac
- La La Anthony como Sonia
- Jim Piddock como  Declan
- Wendy Williams como Gail Ward
- Kelsey Grammer como  Lee Fox
- Cheryl Hines como  Andrea
- Luenell como  tia Winnie Hall
- Janina Gavankar como Vanessa
- Carl Weathers como  o Sr. Davenport
- Floyd Mayweather, Jr. como Ele mesmo

## Produção
As filmagens começaram em junho de 2013 em Las Vegas. O filme foi  produziu por Will Packer. O primeiro trailer foi lançado em 11 de fevereiro de 2014.

## Recepção

### Bilheteria
Think Like a Man Too arrecadou 65,2 milhões de dólares na América do Norte e 5 milhões de dólares em outros territórios para a receita mundial bruta total de 70,2 milhões, contra um orçamento de 24 milhões.

### Crítica
Think Like a Man Too recebeu em geral críticas negativas dos críticos.O Rotten Tomatoes dá ao filme uma classificação de 23%, com base em 78 avaliações, levando o conceito "Think Like a Man Too reúne talentoso elenco de seu antecessor, mas não consegue levar seus personagens em direções novas e interessantes." No Metacritic , o filme tem uma pontuação de 38 em 100, baseado em 30 críticos, indicando geralmente opiniões negativas.